# Micrurus dissoleucus
Micrurus dissoleucus (карликовий кораловий аспід) — вид отруйних змій родини аспідових (Elapidae). Мешкає в Центральній і Південній Америці.

## Підвиди
Виділяють чотири підвиди:
- Micrurus dissoleucus dissoleucus (Cope, 1860) — від північно-східної Колумбії на схід до дельти Ориноко[en] у Венесуелі;
- Micrurus dissoleucus dunni Barbour, 1923 — від Панамського каналу на схід до Колумбії;
- Micrurus dissoleucus melanogenys (Cope, 1860) — північ Колумбії;
- Micrurus dissoleucus nigrirostris Schmidt, 1955 — нижня долина Магдалени[es] в Колумбії.

## Поширення і екологія
Карликові коралові аспіди мешкають в Панамі, Колумбії і Венесуелі. Вони живуть в різноманітних природних середовищах, від сухих тропічних лісів і прибережних чагарників до саван та околиць людських поселень, в Панамі також у вологих тропічних лісах. Зустрічаються на висоті до 500 м над рівнем моря, в горах Венесуельського Прибережного хребта на висоті до 1000 м над рівнем моря.